# Diego Figueredo
Diego Antonio Figueredo Matiauda  (ur. 28 kwietnia 1982 w Asunción) – paragwajski piłkarz występujący na pozycji pomocnika. Zawodnik bez klubu.

## Kariera klubowa
Figueredo zawodową karierę rozpoczynał w 2001 roku w zespole Club Olimpia. W 2002 roku zdobył z nim Copa Libertadores, a w 2003 roku Recopa Sudamericana. Na początku 2004 roku odszedł do hiszpańskiego Realu Valladolid. W Primera División zadebiutował 14 marca 2004 roku w wygranym 2:0 pojedynku z Sevillą. W tym samym roku spadł z zespołem do Segunda División.
W 2005 roku Figueredo został wypożyczony do portugalskiej Boavisty. W Primeira Liga pierwszy mecz zaliczył 11 września 2005 roku przeciwko FC Paços de Ferreira (4:1). 3 lutego 2006 roku w wygranym 3:0 spotkaniu z Naval 1º Maio strzelił pierwszego gola w Primera Liga. W 2006 roku zakończył wypożyczenie w Boaviście i na tej samej zasadzie odszedł do argentyńskiego Godoy Cruz. W 2007 roku wrócił do Realu, jednak grał już tylko w jego rezerwach.
W 2008 roku Figueredo wrócił do Paragwaju, gdzie został graczem klubu Cerro Porteño. W 2009 roku przeszedł do chilijskiego Evertonu Viña del Mar. W 2010 roku ponownie trafił do Olimpii Asunción. Po zakończeniu sezonu 2010 odszedł z tego klubu.

## Kariera reprezentacyjna
W reprezentacji Paragwaju Figueredo zadebiutował 9 lipca 2004 roku w wygranym 1:0 meczu rozgrywek Copa América z Kostaryką. Na tamtym turnieju, zakończonym przez Paragwaj na ćwierćfinale, zagrał jeszcze w pojedynkach z Chile (1:1), Brazylią (2:1) i Urugwajem (1:3). W tym samym roku Figueredo wziął udział w Letnich Igrzyskach Olimpijskich, na których wraz z drużyną wywalczył srebrny medal.